# Legitimidade do Estado de Israel

O emblema nacional de Israel, exibindo uma menorá cercada por ramos de oliveira com "Israel" escrito em hebraico abaixo dela.

A legitimidade do Estado de Israel tem sido questionada desde antes de sua formação. Houve oposição ao sionismo, o movimento para estabelecer um Estado judeu na Palestina, desde seu surgimento na Europa do século XIX. Desde a criação do Estado de Israel em 1948, diversos indivíduos, organizações e Estados têm questionado a legitimidade política de Israel e sua ocupação de territórios reivindicados, em diversos momentos, pela Palestina, Síria e Líbano. Ao longo do conflito israelense-palestino e do conflito árabe-israelense em geral, a autoridade do país também tem sido questionada em diversas frentes.
As críticas a Israel podem incluir a oposição ao direito do país de existir ou, desde a Guerra Árabe-Israelense de 1967, à estrutura de poder estabelecida nos territórios ocupados por Israel. Israel também foi acusado de crimes contra a humanidade e crimes de guerra — como apartheid, fome e genocídio — inclusive por acadêmicos, juristas e organizações de direitos humanos. Israel considera tais críticas como tentativas de deslegitimá-lo. Israel também foi criticado por manter "a mais longa e uma das ocupações militares mais mortais do mundo".
Em 11 de maio de 1949, Israel foi admitido na Organização das Nações Unidas (ONU) como um Estado-membro pleno. Também mantém laços bilaterais com cada um dos membros permanentes do Conselho de Segurança das Nações Unidas. Em 2022, 28 dos 193 Estados-membros da ONU não reconheciam a soberania israelense; 25 dos 28 países que não a reconheceram estavam localizados no mundo muçulmano, com Cuba, Coreia do Norte e Venezuela representando o restante. A maioria dos governos que se opõem a Israel citou o atual conflito israelense-palestino e a ocupação militar israelense da Cisjordânia, Jerusalém Oriental e Faixa de Gaza como base para sua posição.
No início da década de 1990, o primeiro-ministro israelense Yitzhak Rabin e o líder político palestino Yasser Arafat trocaram as Cartas de Reconhecimento Mútuo. De acordo com essa correspondência, a Organização para a Libertação da Palestina (OLP) reconheceu formalmente o direito de Israel de existir como um Estado soberano, enquanto Israel reconheceu formalmente a OLP como uma entidade legítima que representa os palestinos. Esse desenvolvimento visava preparar o terreno para negociações rumo a uma solução de dois Estados (ou seja, Israel ao lado do Estado da Palestina), por meio do que viria a ser conhecido como os Acordos de Oslo, como parte do processo de paz israelense-palestino.

## Normalização e legitimidade diplomática

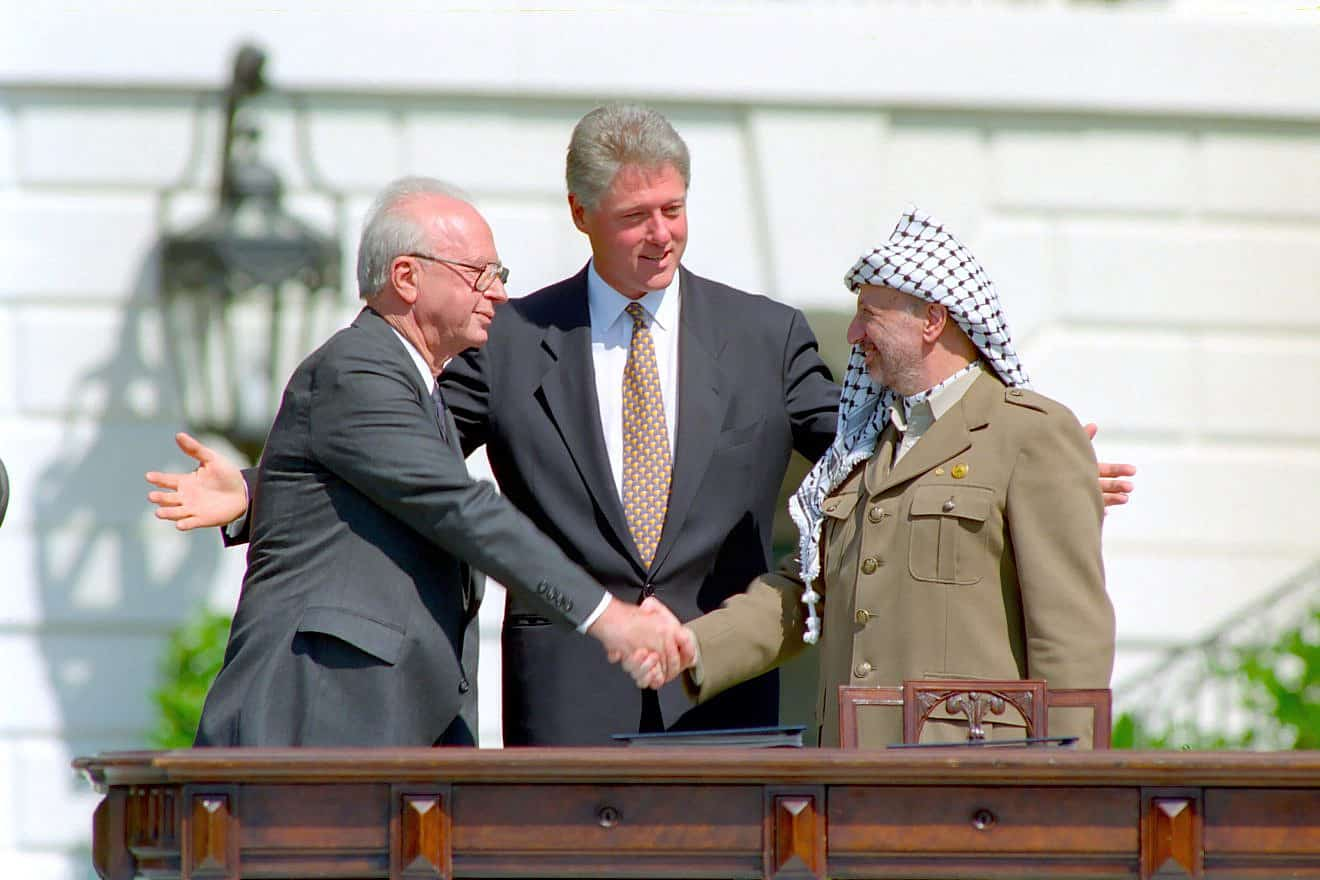
Yitzhak Rabin, Bill Clinton e Yasser Arafat na cerimônia de assinatura dos Acordos de Oslo, 13 de setembro de 1993

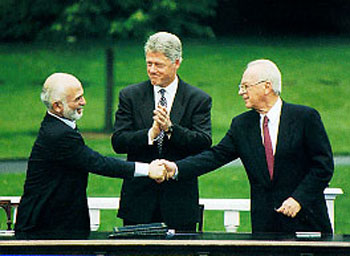
Um aperto de mão entre Hussein I da Jordânia e Yitzhak Rabin, acompanhado por Bill Clinton, durante as negociações de paz entre Israel e Jordânia, 25 de julho de 1994

Em 1988, a Organização para a Libertação da Palestina (OLP), representante oficial do povo palestino, aceitou a existência do Estado de Israel e defendeu a plena implementação da Resolução 242 do Conselho de Segurança da ONU. Após o Acordo de Oslo I, em 1993, a OLP reconheceu oficialmente o Estado de Israel e prometeu rejeitar a violência, e Israel reconheceu a OLP como representante do povo palestino. O líder da Autoridade Palestina, Mahmoud Abbas, disse, ao discursar na ONU sobre o reconhecimento palestino: "Não viemos aqui buscando deslegitimar um Estado estabelecido anos atrás, que é Israel."
O Hamas nega a legitimidade do Acordo de Oslo I, mas afirma aceitar a estrutura de paz baseada em dois Estados com fronteiras estabelecidas em 1967.
Na década de 1990, movimentos islâmicos e de esquerda na Jordânia atacaram o Tratado de Paz Israel-Jordânia como legitimação. Minorias significativas na Jordânia veem Israel como um Estado ilegítimo, e a reversão da normalização das relações diplomáticas foi, pelo menos até o final da década de 1990, central no discurso jordaniano.
Em 2002, a Liga Árabe adotou por unanimidade a Iniciativa de Paz Árabe em sua cúpula em Beirute. O plano de paz abrangente previa a normalização total das relações árabe-israelenses em troca da retirada total de Israel dos territórios ocupados em junho de 1967. Turki bin Faisal Al Saud, da Arábia Saudita, disse que, ao endossar a iniciativa, todos os estados árabes "deixaram claro que pagarão o preço pela paz, não apenas reconhecendo Israel como um estado legítimo na área, mas também para normalizar as relações com ele e acabar com o estado de hostilidades que existia desde 1948". Posteriormente, atualmente há nove membros da Liga Árabe que reconhecem Israel: Bahrein, Egito, Jordânia, Mauritânia, Marrocos, Omã, Sudão, Emirados Árabes Unidos e Palestina; e a maioria dos membros não árabes da Organização de Cooperação Islâmica também reconhecem Israel.
Em 2020, 30 Estados-membros das Nações Unidas não reconheciam o Estado de Israel. Isso inclui 13 membros da Liga Árabe (Argélia, Comores, Djibuti, Iraque, Kuwait, Líbano, Líbia, Catar, Arábia Saudita, Somália, Síria, Tunísia e Iêmen); nove membros da Organização para a Cooperação Islâmica (Afeganistão, Bangladesh, Brunei, Indonésia, Irã, Malásia, Mali, Níger e Paquistão); e Cuba, Coreia do Norte e Venezuela.
A partir de 27 de junho de 2024, a Alemanha exige que todos os requerentes de naturalização afirmem o direito de Israel à existência. Os opositores dessa lei afirmam que ela infringe a liberdade de expressão.

## Retórica da deslegitimação
Após as eleições legislativas palestinas de 2006 e a governança da Faixa de Gaza pelo Hamas, o termo "deslegitimação" tem sido frequentemente aplicado à retórica em torno do conflito israelense-palestino. O professor Emanuel Adler, da Universidade de Toronto, afirma que Israel está disposto a aceitar uma situação em que sua legitimidade possa ser questionada, pois se considera ocupante de um lugar único na ordem mundial. Stacie E. Goddard, do Wellesley College, sugere que a legitimidade das narrativas históricas israelenses é usada como ferramenta para garantir território.

### Retórica da legitimidade na política regional
Desde a Revolução Islâmica de 1979, a posição oficial do Irã tem sido a de não reconhecer o Estado de Israel. De acordo com o psicólogo Rusi Jaspal, autoridades iranianas e a mídia estatal frequentemente empregam terminologia pejorativa para deslegitimar Israel. Por exemplo, ele afirma que se referem a Israel como "regime sionista" e "Palestina ocupada" para sugerir que se trata de um regime opressor e não de um Estado soberano legítimo. Jaspal afirma que tal linguagem não se restringe apenas ao Estado e que os israelenses são frequentemente rotulados de "sionistas". Jaspal afirma ainda que tal retórica tem sido consistente na mídia iraniana, especialmente em publicações em inglês voltadas para o público internacional.
O estudioso de linguística jordaniano Ibrahim Darwish sugere que o uso da língua em seu próprio país mudou após o tratado de paz assinado com Israel em 26 de outubro de 1994. Darwish sugere que, antes do tratado, a mídia jordaniana empregava termos como "Filastiin" (Palestina), "al-ardh al-muhtallah" ("a terra ocupada") e "al-kayaan as-suhyuuni" ("a entidade sionista"), refletindo o estado de guerra e o conflito ideológico. Ele diz que, após a paz, houve uma mudança perceptível em termos como "Israel" e "estado de Israel".

### Retórica da legitimidade como antissemitismo
Natan Sharansky, chefe da Agência Judaica, e o ex-ministro das Relações Exteriores canadense John Baird caracterizaram a deslegitimação de Israel — o terceiro dos Três Ds do antissemitismo — como o "novo antissemitismo". Sharansky e Alan Dershowitz, jurista americano, sugerem que a deslegitimação é um padrão duplo usado para separar Israel de outras nações legítimas. Sharansky afirma que "quando o direito fundamental de Israel à existência é negado — o único entre todos os povos do mundo — isso também é antissemitismo"; Dershowitz afirma que "somente em relação a Israel a crítica se transforma rapidamente em demonização, deslegitimação e apelos à sua destruição". De acordo com o ex-procurador-geral canadense Irwin Cotler, o número de resoluções anti-Israel aprovadas pela ONU é um exemplo dessa deslegitimação.
Dore Gold, presidente do think tank israelense Jerusalem Center for Public Affairs (JCPA), sugere que há uma "campanha para deslegitimar Israel" com base em três temas: uma "negação do direito de Israel à segurança", "retratação de Israel como um estado criminoso" e "negação da história judaica". O estudioso de filosofia israelense Elhanan Yakira também diz que a representação de Israel como "criminoso" e a negação da história judaica, especificamente o Holocausto, são fundamentais para a deslegitimação. Dershowitz sugere que outras linhas padrão de deslegitimação incluem alegações de colonialismo israelense, que sua condição de estado não foi concedida legalmente, que se envolve em apartheid e que uma solução de um estado é necessária para resolver o conflito Israel-Palestina.

### Retórica da legitimidade como distração
O presidente dos EUA, Barack Obama, afirmou, em um discurso de maio de 2011, que "esforços para deslegitimar Israel" ou "isolar Israel nas Nações Unidas" não funcionariam para os palestinos e não criariam "um Estado [palestino] independente".
Em junho de 2011, M. J. Rosenberg, escrevendo no Los Angeles Times, sugeriu que o termo "deslegitimação" era uma "distração", cujo propósito era desviar a atenção da oposição mundial à ocupação israelense "ilegítima" da Cisjordânia e ao bloqueio da Faixa de Gaza, da legalidade dos assentamentos israelenses e dos "apelos cada vez mais veementes para que Israel conceda direitos iguais aos palestinos". Ele conclui que "não são os palestinos que estão deslegitimando Israel, mas o governo israelense, que mantém a ocupação. E o principal deslegitimador é Netanyahu, cuja rejeição desdenhosa da paz está transformando Israel em um pária internacional".

### Apelos pela destruição de Israel

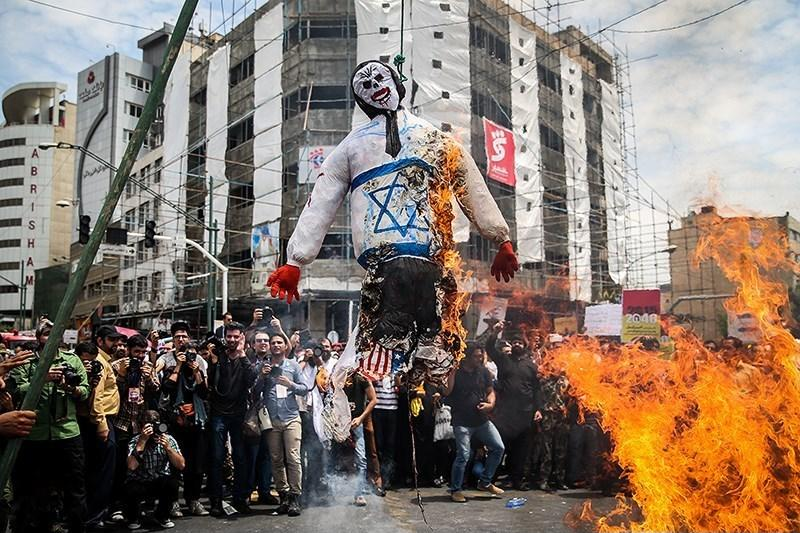
Participantes queimam uma grande efígie adornada com uma bandeira israelense durante o Dia de Quds em Teerã, 2016

Joel Fishman sugere que "o propósito da deslegitimação em nível internacional é isolar uma vítima pretendida da comunidade das nações como um prelúdio para causar sua queda e destruição final". Apelos explícitos ou implícitos à destruição do Estado de Israel como entidade política foram feitos em declarações oficiais, discursos, estatutos ou discursos públicos, e buscaram tal destruição por meio de ações militares, políticas ou ideológicas. Irwin Cotler cunhou o termo "antissemitismo genocida" para descrever apelos e incitações públicas à destruição de Israel, o que, segundo ele, inclui a promoção oficial de sentimentos anti-Israel no Irã de Ahmadinejad; as ideologias de grupos como o Hamas, a Jihad Islâmica Palestina, o Hezbollah e a Al-Qaeda, que defenderam a destruição de Israel ou endossaram atos de terror para atingir esse objetivo; e fátuas religiosas e mandados de execução que enquadram os apelos genocidas contra israelenses como obrigações religiosas ou retratam Israel como um inimigo coletivo.
Apelos à destruição de Israel têm sido relatados desde a década de 1940. Em outubro de 1947, em resposta ao relatório do Comitê Especial das Nações Unidas para a Palestina (UNSCOP), Azzam Pasha, Secretário-Geral da Liga Árabe, afirmou:

Pessoalmente, espero que os judeus não nos forcem a entrar nessa guerra, porque seria uma guerra de extermínio e um massacre monumental que será comparado ao massacre mongol e às Cruzadas.
Efraim Karsh e David Barnett caracterizaram esta citação como uma ameaça genocida. Tom Segev contesta a interpretação, dizendo que Pasha estava resignado a uma guerra que ele não tinha certeza se os árabes venceriam. Ele ainda cita Pasha dizendo:

Seja qual for o resultado, os árabes manterão a sua oferta de cidadania igual para os judeus na Palestina árabe e deixá-los ser tão judeus quanto quiserem.
Nos anos que antecederam a Guerra dos Seis Dias de 1967, o presidente egípcio Gamal Abdel Nasser também defendeu a anulação da existência de Israel como solução para o conflito israelo-palestino, associando Israel ao imperialismo europeu. Em 1964, ele afirmou:

Juramos por Deus que não descansaremos até que restauremos a nação árabe à Palestina e a Palestina à nação árabe. Não há espaço para o imperialismo e não há espaço para a Grã-Bretanha em nosso país, assim como não há espaço para Israel dentro da nação árabe.
Organizações islâmicas palestinas como o Hamas e a Jihad Islâmica Palestina têm defendido a destruição de Israel. Elementos do discurso pró-palestino também foram descritos como defensores da destruição de Israel, incluindo slogans, boicotes, propostas para uma solução de um estado e apelos ao direito de retorno palestino. Por exemplo, o Gabinete Federal para a Proteção da Constituição da Alemanha descreveu o manifesto fundador do BDS de 2005, que apela ao fim da "ocupação e colonização de todas as terras árabes", como uma exigência direta pelo "fim da existência de Israel como um estado".
Os protestos anti-israelenses no Oriente Médio frequentemente envolvem a queima de bandeiras israelenses e cânticos como "Morte a Israel". Pierre Birnbaum diz que, em Paris, manifestantes norte-africanos também proferiram gritos de "morte aos judeus, morte a Israel". Durante o Dia de Quds realizado no Irã e em outros países, comícios e marchas frequentemente resultam em cânticos de "Morte a Israel, Morte à América".

## Efeito da deslegitimação para a paz
Segundo Gerald Steinberg, ataques à legitimidade de Israel são uma barreira ao processo de paz entre Israel e Palestina. O ex-chefe da inteligência israelense, Amos Yadlin, e a política e diplomata israelense Tzipi Livni sugeriram que a deslegitimação ameaça a segurança israelense. Yadlin afirmou que a deslegitimação era "uma ameaça mais grave do que a guerra", enquanto Livni afirmou que ela "limita nossa capacidade de nos proteger". Durante a Operação Pilar Defensivo, David Schwartz afirmou que as exigências para que Israel não entrasse em Gaza eram uma "deslegitimação do direito de Israel de se defender".
Em 1993, Thomas Friedman, escrevendo no The New York Times, afirmou que um século de deslegitimação do outro lado havia sido uma barreira à paz para israelenses e palestinos, e "garantiu que o outro nunca pudesse realmente se sentir em casa em Israel". Daniel Bar Tal sugere que a "deslegitimação mútua" no conflito Israel-Palestina aprofunda e prolonga a antipatia, escrevendo:

A deslegitimação permite práticas que de outra forma seriam impensáveis, como discriminação, exploração, expulsão, assassinatos em massa e genocídio. Sem a justificativa fornecida pela deslegitimação, muitas pessoas teriam grande dificuldade em cometer tais atos. Portanto, é absolutamente imperativo que qualquer movimento em direção à resolução de conflitos e, especialmente, à reconciliação, exija a abolição da deslegitimação.
A Anistia Internacional diz que o processo de paz já está morto e é frequentemente usado como desculpa para violar os direitos humanos dos palestinos. Irwin Cotler, ex-procurador-geral canadense, diz que a deslegitimação é "mascarada" em resoluções da ONU contra Israel e abusos de jurisdição universal, que são "lavados sob o disfarce de direitos humanos" ou acusações de racismo e apartheid contra Israel. Yousef Munayyer sugere que é importante que os atores internacionais percebam que Israel está praticando o apartheid e que descrever com precisão as políticas israelenses motivará a comunidade internacional a tomar medidas contra as violações dos direitos humanos de Israel.
Nathan Thrall sugere que a maneira mais eficaz de alcançar a paz é pressionar Israel a mudar de rumo. Como exemplos da eficácia dessa estratégia, ele destaca as ações do presidente Eisenhower na Crise de Suez de 1956, do presidente Ford em 1975, do presidente Carter em 1977 e 1978 e do secretário de Estado americano James Baker em 1991. Thrall afirmou que "a ocupação deslegitima o sionismo e causa discórdia dentro de Israel", enquanto um acordo de paz de longo prazo dificultaria "os esforços para deslegitimar Israel e [facilitaria] a normalização das relações com outras nações da região". Ele sugere ainda que reprimir protestos torna a violência mais provável "para aqueles que têm poucos outros meios de perturbar o status quo".